# Smerfy: Poszukiwacze zaginionej wioski
Smerfy: Poszukiwacze zaginionej wioski (ang. Smurfs: The Lost Village) – amerykański film animowany z 2017 roku w reżyserii Kelly Asbury na podstawie komiksów o Smerfach stworzonych przez belgijskiego rysownika Peyo. Film wykonany techniką trójwymiarową. Poprzednik Smerfy 2 był wyświetlony w 2013 roku.
Premiera filmu odbyła się w Belgii 5 kwietnia 2017, a dwa dni później 7 kwietnia w Stanach Zjednoczonych. W Polsce premiera filmu odbyła się 14 lipca 2017.

## Fabuła
Akcja filmu rozgrywa się w wiosce zamieszkiwanej przez niebieskie stworzenia zwane Smerfami. W całej wiosce Smerfów każdy smerf m.in. Łasuch, Ważniak, Papa Smerf i Laluś mają swoje zadania do wykonania. Smerfetka, która jako jedyna kobieta w wiosce nie ma nic do robienia postanawia wyruszyć w drogę na poszukiwanie smerfnych koleżanek. Kierując się tajemniczą mapą, wraz z przyjaciółmi – Ważniakiem, Osiłkiem i Ciamajdą – wybierają się na wyprawę do Zakazanego Lasu, oddalając się poza wioskę i gubiąc się w pełnym niebezpieczeństw lesie. Niebieskie stworzenia nie wiedzą jednak, że w ślad za nimi podążają podstępny czarodziej Gargamel wraz ze swoim nierozgarniętym kotem Klakierem. Smerfy wyprzedzając Gargamela trafiają do tajemniczej zaginionej wioski, aby poznać i odkryć największą tajemnicę w historii Smerfów.

## Obsada
| Rola | Aktor              | Polski dubbing        |
| --- | ------------------ | --------------------- |
| Smerfetka | Demi Lovato        | Małgorzata Socha      |
| Papa Smerf | Mandy Patinkin     | Grzegorz Pawlak       |
| Osiłek | Joe Manganiello    | Piotr Stramowski      |
| Ciamajda | Jack McBrayer      | Grzegorz Drojewski    |
| Ważniak | Danny Pudi         | Krzysztof Szczepaniak |
| Gargamel | Rainn Wilson       | Maciej Stuhr          |
| Wierzbina | Julia Roberts      | Kinga Preis           |
| Gradobitka | Michelle Rodriguez | Margaret              |
| Rozkwitka | Ellie Kemper       | Barbara Garstka       |
| Lolijka | Ariel Winter       | Maffashion            |
| Maruda | Jake Johnson       | Szymon Roszak         |
| Piekarz | Gordon Ramsay      | Sebastian Cybulski    |
| Laluś | Tituss Burgess     | Sebastian Machalski   |
| Zgrywus | Gabriel Iglesias   | Paweł Krucz           |
| Farmer | Jeff Dunham        | Maksymilian Bogumił   |
| Wersja polska: Start International Polska Reżyseria i teksty piosenek: Marek Robaczewski Dialogi polskie: Bartosz Wierzbięta Dźwięk i montaż: Janusz Tokarzewski Kierownictwo produkcji: Dorota Nyczek W pozostałych rolach: Marek Robaczewski (Kocioł), Marta Markowicz, Olga Omeljaniec, Anna Terpiłowska, Anna Wodzyńska |                    |                       |

## Produkcja

### Casting
Dnia 16 stycznia 2015 roku Mandy Patinkin ogłosił, że użyczy głosu Papie Smerfowi, który podkładany był wcześniej przez nieżyjącego Jonathana Wintersa w dwóch filmach łączączych trójwymiarową animację CGI z grą prawdziwych aktorów. Pięć miesięcy później 14 czerwca 2015 ogłoszono, że Demi Lovato użyczy głosu Smerfetce, zaś Rainn Wilson podstępnemu czarodziejowi Gargamelowi. Od czasu wydania drugiej części filmu Smerfy 2 z 2013 roku, zmarło dwóch aktorów z poprzedniej franczyzy – Jonathan Winters z roli Papy Smerfa i Anton Yelchin jako Ciamajda.

### Muzyka
W październiku 2016 roku Christopher Lennertz opracował instrumentację do filmu. Dwa miesiące później w grudniu 2016 piosenkarka Meghan Trainor nagrała piosenkę do filmu o nazwie „I’m a Lady”, który został wydany jako singiel.

## Odbiór

### Box office
Z dniem 30 kwietnia 2017 roku film Smerfy: Poszukiwacze zaginionej wioski zarobił $37.7 mln w Stanach Zjednoczonych i w Kanadzie, a $117.8 mln na innych terytoriach na całym świecie; łącznie $155.5.

### Krytyka w mediach
Film Smerfy: Poszukiwacze zaginionej wioski spotkał się z mieszanymi recenzjami od krytyków. W serwisie Rotten Tomatoes średnia ocen filmu wyniosła 38% ze średnią oceną 4,8 na 10. Na portalu Metacritic średnia ocen wyniosła 40 punktów na 100.